# Podróże z Ryszardem Kapuścińskim
Podróże z Ryszardem Kapuścińskim – zbiór osobistych opowieści o Ryszardzie Kapuścińskim, przedstawionych przez trzynastu tłumaczy jego utworów. Miał to być prezent dla Kapuścińskiego na 75. urodziny, pisarz zmarł jednak tuż przed wydaniem książki. Pierwsze wydanie ukazało się w roku 2007 nakładem wydawnictwa Znak, ISBN 978-83-240-0794-3.
Tłumacze, których opowieści znalazły się w książce:
- Anders Bodegård ze Sztokholmu,
- William Brand z Ameryki,
- Klara Główczewska z Nowego Jorku,
- Tapani Kärkkäinen z Helsinek,
- Błagowesta Lingorska z Sofii,
- Mihai Mitu z Bukaresztu,
- Katarzyna Mroczkowska-Brand z Krakowa,
- Agata Orzeszek z Barcelony,
- Veronique Patte z Paryża,
- Martin Pollack z Wiednia,
- Dušan Provazník z Pragi,
- Vera Verdiani z Florencji.